# Mad (serie animata)
Mad è una serie animata, trasmessa negli Stati Uniti da Adult Swim dal 2010 al 2013, ispirata alla rivista satirica Mad Magazine. La serie è strutturata in sketch satirici e/o comici.